# Danmark Fjord
Der Danmark Fjord ist ein grönländischer Fjord im Nordost-Grönland-Nationalpark.

## Geografie
Der Fjord liegt zwischen Mylius-Erichsen Land im Westen und Kronprins Christian Land im Osten. Sein innerer Teil heißt Holbæk Bugt und wird durch den großen Fluss Skjoldungeelv gespeist, der vom Inlandeis kommt. Der Fjord verläuft nahezu geradlinig nach Nordnordosten. Bereits nach wenigen Kilometern mündet westlich am Kap Holbæk der kurze Næstved Fjord. Weil kein Gletscher direkt in den Fjord kalbt, finden sich in ihm keine Eisberge. Im Fjord befindet sich die Insel Hjelm. Auf etwa halber Strecke mündet von Westen der Sjælland Fjord, der sich ins Zig-zag Dal erstreckt. Nach etwa drei Vierteln seines Verlaufs öffnet sich der Fjord an seiner Ostküste, wo sich die Inselgruppe Prins Frederik Øer befindet. Nördlich davon verbindet sich der Fjord mit dem östlich der Inseln liegenden Pulkesund. Weiter nördlich liegt die Insel Prinsesse Thyra Ø. Nach etwa 200 km mündet der Fjord zwischen Kap Rigsdagen im Westen und Kap Poul Nørlund im Osten in den Mündungsbereich des Independence Fjords.

## Flora und Fauna
Die eisfreien Ufer des Danmark Fjords sind zum Teil flach und werden dann unter anderem von Moschusochsen, Polarwölfen, Polarfüchsen und Polarhasen bewohnt. Vor allem das Zig-zag Dal verfügt über eine reichhaltige Flora von Arktischer Weide, Heidekrautgewächsen und Gräsern.

## Geschichte
1907 wurde das Ende des Fjords während der Danmark-Expedition entdeckt und nach ihrem Expeditionsschiff benannt. Die Expeditionsgruppe dachte anfangs, dass sie sich im Independence-Fjord befänden. Durch eintretendes Tauwetter waren der Expeditionsleiter Ludvig Mylius-Erichsen und zwei Kameraden gezwungen, den Sommer am Westufer des Fjords zu verbringen. Im November starben sie auf dem Weg zu ihrem Basislager in Danmarkshavn. Auf der vergeblichen Suche nach ihren Tagebüchern kam 1910 Ejnar Mikkelsen an den Fjord. Zwei Jahre später führte die Erste Thule-Expedition Knud Rasmussen und Peter Freuchen von Westen über das Inlandeis an den Danmark Fjord. Ihr Ziel war es, den Verbleib des mittlerweile verschollenen Mikkelsen aufzuklären.
Eigil Knuth untersuchte 1955 die archäologischen Fundstätten am Fjord und fand vor allem am Kap Holbæk bis zu 4300 Jahre alte Überreste von menschlichen Wohnstätten der Independence-I- und Independence-II-Kultur.